# Segunda batalla de Orleans (1870)
La Segunda Batalla de Orléans fue un enfrentamiento en el ámbito de la guerra franco-prusiana que enfrentó entre el 3 al 4 de diciembre de 1870 a Francia y Prusia, saliendo victoriosa esta última. Los alemanes recapturaron Orléans después de que fuera liberada por los franceses el 11 de noviembre tras la batalla de Coulmiers, y el ejército Francés del Loira fue dividido en dos.